# لاغوس كونغا
لاغوس كونغا (بالإنجليزية: Lagos Kunga)‏ (20 أكتوبر 1998 بلواندا في أنغولا - ) هو لاعب كرة قدم أمريكي وأنغولي في مركز الهجوم.

## وصلات خارجية
- لاغوس كونغا على موقع اتحاد النرويج (النرويجية)
- لاغوس كونغا على موقع الدوري الأمريكي (الإنجليزية)
- لاغوس كونغا على موقع قاعدة بيانات كرة القدم.إي يو (الإنجليزية)
- لاغوس كونغا على موقع Soccerbase.com (لاعب) (الإنجليزية)
- لاغوس كونغا على موقع Soccerway.com (الإنجليزية)
- لاغوس كونغا على موقع عالم كرة القدم.نت (الإنجليزية)